# Tanystrof
Tanystropheus, tanystrof – rodzaj gadów żyjących podczas środkowego triasu około 230 milionów lat temu. Miały 6 metrów długości, a wyróżniały się bardzo wydłużoną szyją, która mierzyła 3 metry, czyli tyle ile tułów i ogon razem wzięte. Pomimo tak długiej szyi miały tylko dziesięć kręgów szyjnych. Z powodu takiej budowy często przyjmuje się, że prowadziły wodny lub półwodny tryb życia, zamieszkując blisko brzegu i żywiąc się rybami lub skorupiakami. Jednak budowa ciała Tanystropheus nie wskazuje żeby miały jakiekolwiek cechy adaptacji do takiego trybu życia.
Skamieniałe szczątki znaleziono w Europie, na Bliskim Wschodzie i w Chinach. Najlepiej poznanym gatunkiem jest Tanystropheus longobardicus. Pozostałe gatunki to T. conspicuus i T. meridensis. Małe tanystrofy żywiły się owadami.

## Tanystrof w mediach
Tanystrof pojawił się w odcinku serialu Powrót dinozaurów. Pokazano go jako potrafiącego odrzucać ogon w chwili zagrożenia, jak czynią to współczesne jaszczurki. Nie ma jednak na to żadnych dowodów.